# Възнесение Господне (Кожани)
„Възнесение Господне/Христово“ (на гръцки: Ιερά Μονή Αναλήψεως) е православен старостилен женски манастир край град Кожани, Западна Македония, Гърция. Манастирът е метох на светогорския манастир Дионисиат.

## Местоположение
Манастирът е разположе на 5,5 km североизточно от Кожани.

## История
Манастирът е построен на мястото на по-ранен храм „Възнесение Господне“. В 1945 година е разширен и манастирският комплекс разполага с няколко двуетажни сгради – монашески килии, общежития, занаятчийски и тъкачни работилници. Централният вход на комплекса е засводен, а отстрани се издига триетажна кула. Католиконът е трикорабна църква с купол и скатен покрив. Има и сводест параклис в син цвят.
Край манастира има селище на понтийски гърци, бежанци от Съветския съюз.
| Година    | 1913 | 1920 | 1928 | 1940 | 1951 | 1961 | 1971 | 1981 | 1991 | 2001 | 2011 | 2021 |
| --------- | ---- | ---- | ---- | ---- | ---- | ---- | ---- | ---- | ---- | ---- | ---- | ---- |
| Население |      |      |      |      |      |      | 47   | 57   | 60   | 211  | 217  | 129  |